# 桂雲沖
桂雲沖（？—？），湖广蕲和人，清朝政治人物。举人出身。
康熙十年（1671年），擔任清朝廣州府南海縣知縣。后由徐秉義接任。